# Hauptbrunn
Hauptbrunn ist eine Ortslage von Auerbach/Vogtl. im sächsischen Vogtland.
Hauptbrunn liegt direkt nördlich von Beerheide und ist mit der Ortschaft zusammengewachsen. 1551 war Hauptbrunn dem Rittergut Auerbach, 1764 dem Rittergut Hohengrün untertänig. Hauptbrunn ist mindestens 1542 als Haubtbrunn ersterwähnt. Weitere Ortnamensformen sind Hauptbronn (1551), Hauptbron (1578) und Hauptbrunn (1750). Hauptbrunn war ein Ortsteil der Gemeinde Beerheide, die seit 1999 zur Stadt Auerbach gehört.
1583 und 1764  lebten in Hauptbrunn 6 besessene Mann. Die Einwohnerzahl stieg anschließend von 102 (1834) über 136 (1871) auf 160 im Jahr 1890.